# Agrilus carpini
Agrilus carpini escaravelho perfurador de madeira metálico da família Buprestidae.  É encontrado na América do Norte.